# Георги Измирлиев
Георги Димитров Измирлиев, известен като Македончето, е български революционер и общественик, участник в Априлското въстание в 1876 година като помощник на апостола Стефан Стамболов и военен ръководител в Първи търновски революционен окръг.

## Биография
Роден на 21 април 1851 година в Горна Джумая в семейството на Димитър Стоицов Измирлиев и Тона Икономова-Измирлиева. Баща му Димитър е търговец на дребно, а майка му произлиза от хайдушки род от малешевското село Берово.
Учи в Сяр между 1864 и 1867 година. Заминава за Цариград, където живее в периода от 1868 до 1873 година. Учи в цариградското Главно българско училище на „Галата сарай“ като стипендиант на Българското благодетелно дружество „Просвещение“. След завършването остава две години да учителства в столицата на Османската империя. В Цариград се изявява като обществена личност – участва в мероприятия на Българското благодетелно братство „Просвещение“, разпространява вестници, изнася сказки. След цариградския период с помощта на Найден Геров постъпва във Военното училище в Одеса през есента на 1873 година, юнкер в 59-и Люблински пехотен полк.
В края на 1875 година заминава за Гюргево. Избран от Гюргевския революционен комитет за помощник-апостол и военен ръководител на Първи революционен окръг в България. Получава революционното прозвище Русещето, което се налага поради тайния характер на революционната дейност.
Младият Георги Измирлиев преминава река Дунав на 13 януари 1876 година и първоначално се среща с Баба Тонка в Русе. След това пристига в град Горна Оряховица, определен за център на революционния окръг. Македончето извършва широка организаторска дейност за подготовка на Априлското въстание. За три месеца създава нови комитети в Бойчовци, Гарванов камък, Върбовка, Драгижево, привлича много съидейници и ги обучава във военно дело, намира удобни стратегически места.
Вестта за преждевременно обявеното на 20 април въстание в ІV революционен окръг пристига и в Горна Оряховица. Тук на 25 април се провежда окръжно събрание, на което присъстващите апостоли решават на 28 април да последват другарите си. При опита за въстание група революционери, сред които Измирлиев и Иван Панов, поради предателство е заловена от османската власт след престрелка в Горна Оряховица на 26 април и арестувана. Осъден на смърт чрез обесване от специален османски съд в Търново, той е откаран обратно в Горна Оряховица, където на 28 май 1876 година сам слага въжения клуп на врата си с думите: „Сладко е да се умре за свободата на Отечеството!“

## Памет

### В Горна Оряховица
На 18 октомври 1891 година е положен основният камък на паметника на Георги Измирлиев в центъра на Горна Оряховица. Паметникът е дело на скулптора Марин Василев. През 1893 е построен пиедестал на паметника, а през 1909 година е направен бюстът. Паметникът е тържествено осветен на 6 септември 1910 г.
Площадът в Горна Оряховица, където се намира паметникът му, също носи неговото име.
Най-голямото средно училище в града е кръстено на него – Средно училище „Георги Измирлиев“, първото училище в Горна Оряховица, основано през 1859 година като класно (днес 121-во средно училище „Георги Измирлиев“).
Закритото Сержантско военно училище, което е преместено във Велико Търново от Горна Оряховица през 1989 г., също носи неговото име.
През 2000 година Измирлиев е обявен посмъртно за почетен гражданин на Горна Оряховица.   

### В Благоевград
В родния град на революционера – Благоевград, е създадена къща музей „Георги Измирлиев – Македончето“, открита през 1976 година.
В 2006 година на площада с фонтаните срещу сградата на община Благоевград по повод 130 години от Априлското въстание и смъртта на Георги Измирлиев е открит бюст паметник, дело на Димитър Сотиров.
Площадът, на който се намира сградата на община Благоевград, се нарича „Георги Измирлиев – Македончето“.

### В София
На Георги Измирлиев е наречена улица в квартал „Гоце Делчев“ в София (Карта). 